# Predrag Radosavljević
Predrag Radosavljević - em sérvio, Предраг Радосављевић (Belgrado, 24 de junho de 1963), mais conhecido como Preki, é um ex-futebolista e treinador de futebol sérvio naturalizado estadunidense.

## Biografia

### Como jogador
Iniciou sua carreira em 1983 na equipe do Estrela Vermelha, da antiga Iugoslávia, onde conquistou o Campeonato Iugoslavo na temporada 1983-1984 e a Copa da Iugoslávia em 1985. Nesse mesmo ano vai para os EUA para jogar futebol indoor e fica lá até 1992, quando retornou à Europa. Jogou na Inglaterra entre 1992 e 1995 nas equipes do Everton e do Portsmouth.
Em 1996, voltou para os EUA para jogar na MLS, a liga estadunidense de futebol. Jogou no Kansas City Wizards e no Miami Fusion. Na primeira equipe conquistou a MLS Cup e a MLS Supporters' Shield, ambas em 2000 e a US Open Cup em 2004. Na segunda venceu a MLS Supporters’ Shield em 2001. Encerrou a carreira de jogador em 2005, aos 42 anos.
Pela Seleção Estadunidense, participou da Copa de 1998, tendo curiosamente enfrentado a Iugoslávia na primeira fase.
Preki marcou apenas quatro gols pela seleção dos EUA, mas um deles foi histórico e feito na partida contra o Brasil válida pela semi-final da Copa Ouro em 10 de fevereiro de 1998, quando fez o gol da primeira e até hoje única vitória dos Estados Unidos sobre o Brasil na história do futebol masculino. Despediu-se da carreira internacional em 2001, após a partida contra a Costa Rica, válido pelas Eliminatórias para a Copa de 2002.

### Técnico
Iniciou a carreira de técnico em 2006, como auxiliar, no Chivas USA. No ano seguinte, tornou-se o técnico principal. Seus melhores resultados foram o vicecampeonato da MLS Supporters' Shield em 2007 e uma 4º colocação em 2008. Em 2009, deixou o Chivas por "consenso mútuo" e transferiu-se para o Toronto FC onde conquistou seu primeiro título como técnico, o Campeonato Canadense de Futebol de 2010 Atualmente é o técnico do Sacramento Republic FC.

## Títulos

### Jogador
Estrela Vermelha
- Campeonato Iugoslavo: 1983-1984
- Copa da Iugoslávia: 1984-1985

Kansas City Wizards*
- MLS Cup: 2000
- MLS Supporters' Shield: 2000
- US Open Cup: 2004

Miami Fusion
- MLS Supporters' Shield: 2001

* Atual Sporting Kansas City.

### Técnico
Toronto FC
- Campeonato Canadense: 2010

## Campanhas de destaque

### Jogador
Kansas City Wizards*
- MLS Cup: 2º lugar - 2004
- MLS Supporters' Shield: 2º lugar - 2004

* Atual Sporting Kansas City.

### Técnico
Chivas USA
- MLS Supporters' Shield: 2º lugar - 2007; 4º lugar - 2008